# Ассифуа, Эбенезер
Эбенезер Кофи Ассифуа-Инкум (англ. Ebenezer Kofi Assifuah-Inkoom; родился 3 июля 1993 года в Аккра, Гана) — футболист, нападающий клуба «Кедах Дарул Аман». Выступал за сборную Ганы.

## Клубная карьера
Ассифуа начал карьеру на родине, где успешно выступал за клубы «Секонди Вайс Файтерс» и «Либерти Профессионалс». После успешного выступления на молодёжном Кубке Африки им заинтересовался итальянский «Удинезе». Летом 2013 года после молодёжного чемпионата мира Эбезенер подписал пятилетний контракт со швейцарским «Сьоном». 25 сентября в матче против «Лозанны» он дебютировал в швейцарской Суперлиге. 28 сентября в поединке против «Базеля» Ассифуа забил свой первый гол за «Сьон». В 2015 году Эбезенер помог клубу завоевать Кубок Швейцарии. 1 октября в матче Лиги Европы против английского «Ливерпуля» он забил гол.
18 января 2017 года Эбенезер перешёл во французский клуб «Гавр», подписав контракт на 3.5 года. 12 мая в матче против «Тура» он дебютировал в Лиге 2. В этом же поединке Ассифуа забил свой первый гол за «Гавр».
5 июня 2020 года Эбезенер подписал двухлетний контракт с клубом «По». 22 августа в матче против «Валансьена» он дебютировал за новую команду. 24 октября в поединке против «Ньора» Ассифуа забил свой первый гол за «По». В 2023 года Эбезенер перешёл в малайзийский «Кедах Дарул Аман».

## Международная карьера
В 2013 году в составе молодёжной сборной Ганы Ассифуа стал бронзовым призёром молодёжного чемпионата мира в Турции. На турнире он сыграл в матчах против команд Испании, США, Португалии, Чили, Ирака и дважды Франции. В поединках против американцев, иракцев, чилийцев и французов Эбенезер забил шесть мячей и стал лучшим бомбардиром соревнований.
27 мая 2016 года в отборочном матче Кубка Африки 2017 против сборной Мозамбика Ассифуа дебютировал за сборную Ганы.
В 2017 году Ассифуа принял участие в Кубоке Африки в Габоне. На турнире он был запасным и на поле не вышел.

## Достижения
Командные
 «Сьон»
- Обладатель Кубка Швейцарии: 2014/2015

Международные
 Гана (до 20)
- Молодёжный чемпионат мира — 2013

Индивидуальные
- Лучший бомбардир молодёжного чемпионата мира (6 голов) — 2013